# 土山にう
土山 にう（つちやま にう）は、和歌山県出身のイラストレーター。

## 概要
個人サークルAtaraxiA主宰。 主に「巫女」や「大正時代」をテーマとした創作でコミケやコミティアにサークル参加していた、所謂「壁サークル」である。無類の和服・袴・セーラー服好きである。
同じく巫女や和服をテーマとする創作で活躍するイラストレーター天夢森流彩とは交際がある。
個人サークルとしてのイベント参加は2017年を最後に休止。

## 作品リスト

### 漫画
- 姫神すてっぷ！（学研）

### イラスト
- 水月(ファミ通文庫ノベライズ版。本文:蕪木統文。全2巻。エンターブレイン)

### 同人誌
- 大正戦姫

### その他
- アクエリアンエイジ
- 桃色大戦ぱいろん